# ヒジュラ
ヒジュラ（アラビア語: هِجْرَة, hijrah ないしは hijra）は、622年にイスラームの預言者であるムハンマドと彼に従うムスリムがマッカからマディーナへ移住した出来事である。日本語では聖遷とも呼称される。
マッカでイスラームの布教を行っていたムハンマドと彼に従うムスリムは、クライシュ族などのマッカの住民から迫害を受けていた。一方、マッカの北方にあるヤスリブ（現在のマディーナ）は何十年にも渡る部族間抗争で疲弊しており、強力な調停者を必要としていた。620年に6人のヤスリブの住民がイスラームに改宗したことをきっかけにヤスリブのイスラーム化が進み、武力をもってムハンマドとイスラームを守る誓いも行われた。622年、ムハンマドはヤスリブより調停者として招待を受け、ムハンマドは70人余りのムスリムをヤスリブに移住させた後に、アブー・バクルと共に自らも移住した。
ヒジュラによってイスラーム共同体であるウンマが形成され、これは後のイスラーム社会や国家の原型となった。また、2代目正統カリフであるウマル・イブン・ハッターブによって定められたヒジュラ暦の起点にもなった。
なお、「マディーナ」はヒジュラ後に名付けられた都市名であるため、本稿ではヒジュラが行われて改名されるまでは旧称である「ヤスリブ」と表記する。

## 語義
ヒジュラとはアラビア語で「移住」「（鳥などの）渡り、移動」他を意味する語で、主に経済的理由や身の安全を求めるといった何らかの事情によりとある地から別の地、とある国から別の国へと移動することを指す。また、今までの人間関係を断ち切って新たな人間関係に移ることも指す。このほか、イスラーム用語としての意味は、多神教徒などを意味するシルクの支配にあり、宗教的迫害を受ける恐れのある地から、その心配がない地へ移住することを指す。
ヒジュラという単語は一般的には本稿で取り扱うマッカからヤスリブへのムハンマドやムスリムの移住を指すが、615年前後に行われたムスリムのエチオピアへの亡命や、イスラーム教徒の大征服の時代に征服地であるミスルでの戦いに参加することもヒジュラと呼ばれた。また、ムラービト朝においては外部から陣営に加わること、植民地時代のマグリブやインドでは非ムスリムの支配を逃れてムスリム支配地に移住することもヒジュラと呼ばれた。

## 史料
本稿で取り扱うヒジュラに限らず、ムハンマドの事績についてはイブン・イスハーク (704頃 - 767) が記した『マブアス』と『マガーズィー』という著作をイブン・ヒシャーム (? - 833) がムハンマドの伝記を中心に再編した『預言者ムハンマド伝』にほとんど頼っている。原本となったイブン・イスハークの著作は現存していない。こうした理由から、本稿の記述は基本的に『預言者ムハンマド伝』による。ただし、イブン・ヒシャームが恣意的に削除した部分が多いほか、医王 (2012b)は、伝承者が記されていない情報の入手元に疑問が残されているとしている。

## 背景

西暦600年頃のアラビア半島の地図。

610年ごろにヒラー山にてアッラーの啓示を受けたムハンマドは、614年頃からマッカの市民への宣教を始めた。当初はマッカの市民はムハンマドを嘲笑していたが、信者が増えるにつれ、ムハンマドやムスリムに対して迫害を行い、棄教を迫るようになった。615年ごろにはムハンマドの勧めにより100人以上のムスリムが、同じく一神教であるキリスト教徒の王が治めているアクスム王国へ保護を求めて亡命した。これによって当時のムスリムのほとんどがマッカを去り、ムハンマドの元には少数の成年男子しか残らなかった。
619年には、ムハンマドの妻であるハディージャ・ビント・フワイリドと、ムハンマドの叔父でありハーシム家の長としてムハンマドを保護していたアブー・ターリブが死去した。新たにハーシム家の長となったアブー・ラハブは、当初はムハンマドを保護すると約束していたが、やがて彼は部族の名誉を汚す裏切り者としてムハンマドの庇護を取り消した。ハーシム家の庇護を失ったムハンマドとムスリムたちへの迫害はますます激しくなっていった。ムハンマドは布教と自らを庇護してくれる人を見つけるためにマッカから60 kmほど東にあるターイフに赴いた。ムハンマドは秘かに現地の有力者に接触して自らを庇護するように要請したが、彼らはこれを断ったうえで、住民に石を投げさせてムハンマドを追い返した。その後、ムハンマドはナウファル家の家長であるムトイムのジワール（隣人への保護）によってマッカに入ることが出来た。

### ヤスリブからの巡礼者
620年、ムハンマドはカアバを訪れた各部族の巡礼団の間をめぐって宣教を行っていた。このときムハンマドの教えを聞いてイスラームに改宗した者の中にヤスリブから来たアウス族とハズラジュ族の巡礼団6人がいた。ヤスリブに帰った彼らはイスラームを布教した。

### 当時のヤスリブの状況
ヤスリブとは現在のマディーナであり、マッカの北方およそ350 km、紅海からおよそ160 kmほどの内陸に位置している。住民のおよそ三分の一がクライザ族やナディール族、カイヌカー族などのユダヤ教徒で、三分の二が多神教徒のアラブ人だった。当時のヤスリブではアラブ人の有力部族であるアウス族とハズラジュ族がユダヤ教徒を巻き込んで何十年にもわたる抗争を繰り広げていた。国家が存在していなかった当時のアラビアでは、部族の一員が殺害された際には敵対部族を殺害することによって勢力均衡を図る「血の復讐」と呼ばれる制度が形成されており、両部族は復讐の悪循環に陥っていた。そこでヤスリブは平和の回復のため強力な権威を持つ調停者、指導者を必要としていた。

### 第一のアカバの誓い
その翌年である621年の巡礼月、ヤスリブから昨年マッカを訪れて改宗した6人のうち5人を含めた12人の部族代表者がマッカのムハンマドを訪れた。ムハンマドと彼らはマッカ郊外のアカバの谷間で会見を行った。ウバーダ・ブン・アル＝サーミトが語ったところによると、この会見の中で彼らは多神教の崇拝、盗み、姦通、女児殺し、隣人への中傷などをやめることを誓ったという。この誓いは「第一のアカバの誓い」と呼ばれる。その後、ムハンマドは信頼のおける弟子であるムスアブ・イブン・ウマイルをヤスリブへ送り、新たな信徒の獲得に努めた。これは大きな成功をおさめ、ヤスリブではどの家庭においても家族の誰かはムスリムであるという状態になったという。ムスアブは翌年の巡礼時期の直前にマッカに戻り、その成功をムハンマドに報告した。

### 第二のアカバの誓い
622年6月には男性73人、女性2人から成る75人のヤスリブの使節団がムハンマドのもとを訪れた。再びアカバで会見した彼らはムハンマドを神の使徒として認め、武力でムハンマドとイスラームを守ることを誓った。これを「戦いの誓い」または「第二のアカバの誓い」という。カアブ・ブン・マーリクが語ったところによると、ムハンマドは彼らの中から各部族の指導者12人を選んだうえで彼らをヤスリブに返した。こうして、ハズラジュ族を中心とする改宗者を中心としたヤスリブの住民は、抗争の調停者としてムハンマドを迎えることを決断した。

## ヒジュラの実行

### ムスリムの出発

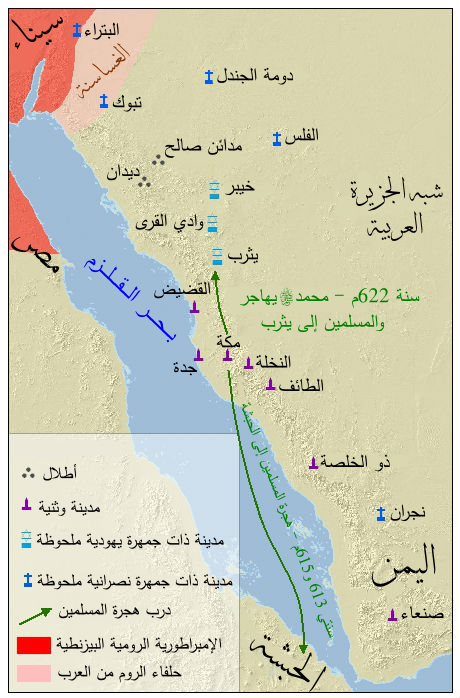
ヒジュラの経路図。

マッカでの宣教が行き詰っており、なおかつ身の危険を感じていたムハンマドはヤスリブからの招待を受け入れた。第二のアカバの誓いから数日後、ムハンマドはムスリムたちにヤスリブへ向かうよう指示した。
ムスリムの中で最初にヤスリブへ移住したのはアブー・サラマという男だった。彼はエチオピアに移住し、その後マッカに帰ってきていた。ウンム・サラマが語ったところによると、彼は妻であるウンム・サラマと息子であるサラマと共に移住しようとしたが、マッカを出たところでウンムの親族が彼らを追いかけ、「お前のことは、お前が決めればよい。が、妻を連れていくことを、我々が許すと思うのか」と言ってウンムと息子サラマを彼から引き離した。すると、同じくそこへやってきたアブー・サラマの親族が「サラマは我々一族のものだ」としてサラマを妻から引き離して連れ帰ったという。両家の板挟みになったアブー・サラマは仕方なく1人で移住した。
ヒジュラは密かに行われていたが、のちに2代目正統カリフとなるウマル・イブン・ハッターブはカアバ神殿でクライシュ族を前にして「命の惜しくないものは私に挑戦せよ」と堂々と宣言してからマッカを去ったという。
こうして70人あまりのムスリムたちが数名ずつ家族単位で密かにマッカを脱出しヤスリブへの移住を遂げた。通常のキャラバンなら11日で到着するところを彼らは2か月ほどかけて進み、ほぼ全員がクライシュ族の妨害にあうことなくヤスリブに到着した。彼らはヤスリブのムスリムの家に泊まってムハンマドの到着を待った。
ウマルが語ったところによると、アイヤーシュ・ブン・アブー・ラビーアという男はウマルと同行してヒジュラを遂げたものの、ヤスリブまで会いに来た兄弟に「お前の母は願をかけた。お前を見るまでは髪をとかさず日中でも日焼け止めを使わないと。」と告げられ、これは兄弟の策略だというウマルの忠告を無視してマッカへ戻ることを決めた。マッカが近づくと兄弟は彼を縛り上げ、見せしめとして町中を引き回したという。

### ムハンマドの出発

#### マッカ脱出
マッカに残ったのはムハンマドとその妻サウダと娘ファーティマ、アブー・バクルとその家族、そしてアリーのみであった。アブー・バクルはムハンマドに何度もヒジュラを決行する許可を求めたが、ムハンマドは「急いではいけない。おそらくアッラーはあなたに友を与えられる」と言ってすぐには出発しなかったという。アブー・バクルは出発に備えて、砂漠の長旅に耐えられる俊足のラクダを2頭購入した。
ヒジュラは秘密裏に行われていたが噂はマッカの人々の間に広まった。ウマイヤ家のアブー・スフィヤーンを中心とするクライシュ族の有力者たちは集まって協議を行った。協議では、ムハンマドを鎖につないで投獄して一生拘束するという案、ムハンマドをマッカから追放して二度と戻らせないという案が出たが、それぞれ、ムスリムが彼を救出しに来る可能性、追放された地で仲間を増やしてマッカを征服しに来る恐れから却下されたという。
協議の結果、クライシュ族の各家系から屈強な若者を1人ずつ暗殺者として送り、一斉にムハンマドを剣で刺して殺すという案で一致した。これは、各氏族の代表者が一斉にムハンマドを殺すことで、上記の「血の復讐」に基づく報復の責任を分散させ、ハーシム家に報復を行わせないようにするという意図があった。
ムハンマドの暗殺は同年9月に行われることになっていたが、ムハンマドはこの計画を事前に察知した。アーイシャが語ったところによると、ムハンマドはアブー・バクルの家へ行き、ヒジュラを行うことを彼に告げ、アブー・バクルの娘であるアスマとアーイシャが食料を用意した。また、ムハンマドとアブー・バクルは道案内人であるアブドゥッラー・ビン・クライクトを雇い、ラクダを預けたうえで3日後にサウル山で会うことを約束した。その後、ムハンマドは、夜が来たらムハンマドのベッドで寝るよう、のちに第4代正統カリフとなるアリー・イブン・アビー・ターリブに指示した。深夜、ムハンマドとアブー・バクルは家の裏口から抜け出し、徒歩でマッカを脱出した。

#### 洞窟での潜伏

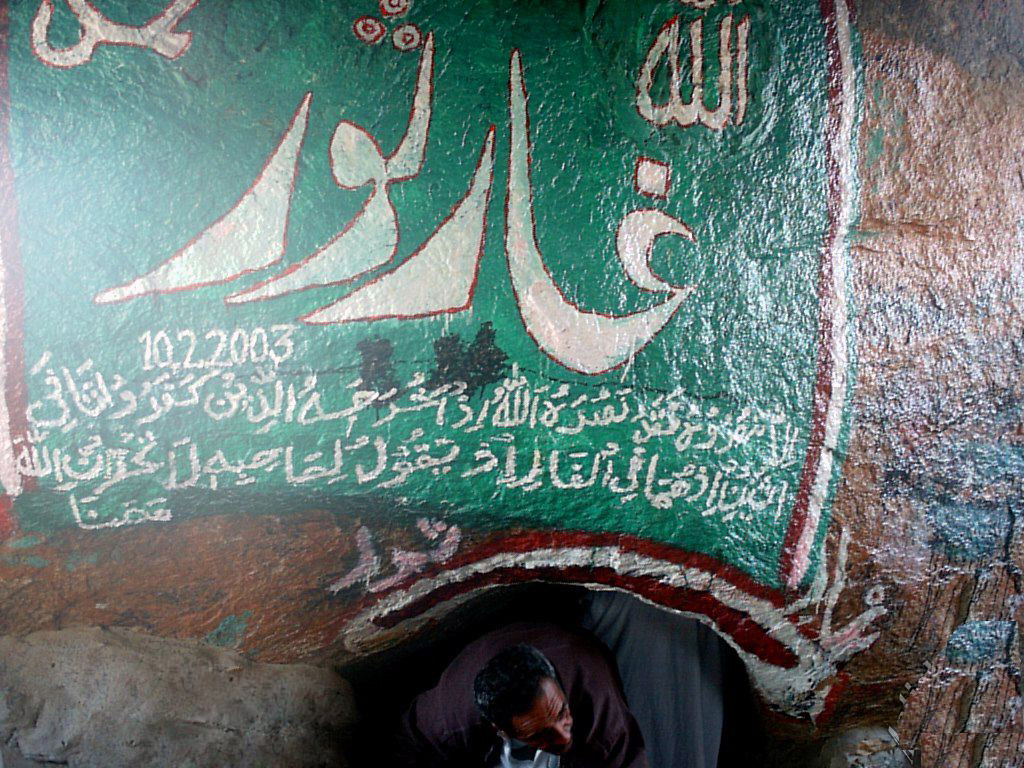
ムハンマドとアブー・バクルが身を潜めたサウル山の洞窟の入り口。2008年撮影。

マッカを出たムハンマドとアブー・バクルはまずマディーナとは反対側である南側、イエメン行きの道を5 kmほど進み、サウル山の頂上近くにある洞窟に身を潜めた。洞窟の入り口は身をかがめなければならないほど低くて小さかったが、洞窟内は広く、高さもあった。彼らが洞窟に身を潜めた後、アブー・バクル家の解放奴隷であるアーミル・ブン・フハイラが羊を連れて2人の足跡を消したという。
ベッドにいるのがムハンマドではなくアリーであり、ムハンマドがすでにマッカを脱出したことを知ったクライシュ族はムハンマドの首にラクダ100頭をかけ、捜索隊を出した。なお、アリーは投獄されたがすぐに釈放された。
ムハンマドとアブー・バクルが洞窟に隠れている間、アーミル・ブン・フヘイヤが洞窟の近くに羊を連れてきて、絞った乳を彼らに飲ませたり、アスマが食料を持ってきたりした。また、マッカに残っていたアブー・バクルの息子であるアブドゥッラーは夜になると洞窟を訪れてマッカの様子を報告した。アブドゥッラーがマッカに戻るときは、アーミルが羊を彼の後についていかせて足跡を消した。
捜索隊は主にヤスリブへの道でムハンマドを探していたが、ある一団は残された足跡をたどってサウル山に到達し、2人が隠れている洞窟の入り口までやって来た。この時のことをアブー・バクルは以下のように回顧している。
| 「              | 頭を上げると、彼らの足が見えた。「アッラーの使徒よ、彼らが腰をかがめて中をのぞけば私たちは見つかってしまいます」と私が言うと、ムハンマドは「黙りなさい、アブー・バクル。二人の旅人にとって三人目の友はアッラーなのだ。恐れることはない」と答えられた。 | 」 |
| —アブー・バクル | |    |

また、以下に引用するクルアーンの第9章40節の一説はこの洞窟での出来事を指していると信じられている。
| 「                   | たとえ汝らが彼〔ムハンマド〕を助けなくとも、アッラーが彼を助ける。不信仰の者たちが彼を追い出し、もう一人〔アブー・バクル〕とともに二人が洞窟にいたときを思い起こせ。彼はその輩に「悲しむなかれ。アッラーは私たちとともにある」と言った。そして、アッラーは彼にサキーナ（安らぎ）を下し、彼を汝らには見えない軍勢で強化し、不信仰の者たちの言葉を最低のものとし、アッラーの言葉を至高のものとした。アッラーは比類なき強力者・叡智者である。 | 」 |
| —クルアーン第9章40節 | |    |

捜索隊は洞窟の前まで来たにもかかわらず中をのぞかずに去った。後世の伝説によると、1匹の蜘蛛が入り口に巣を張り、また1羽の鳩が卵を産んで温めていたため、これらを見た捜索隊は中に誰もいないと判断して通り過ぎたという。洞窟に潜伏してから3日目の夜、アブドゥッラーは捜索が終了したとムハンマドらに知らせた。4日目には約束通り道案内人のアブドゥッラー・ビン・クライクトがラクダをサウル山に連れてきた。アスマが糧食をラクダにくくりつけた。
また、アリーはムハンマドがマッカを脱出した3日後に、ムハンマドの妻子とアブー・バクルの家族とともにマッカを脱出した。

#### ヤスリブへの到着

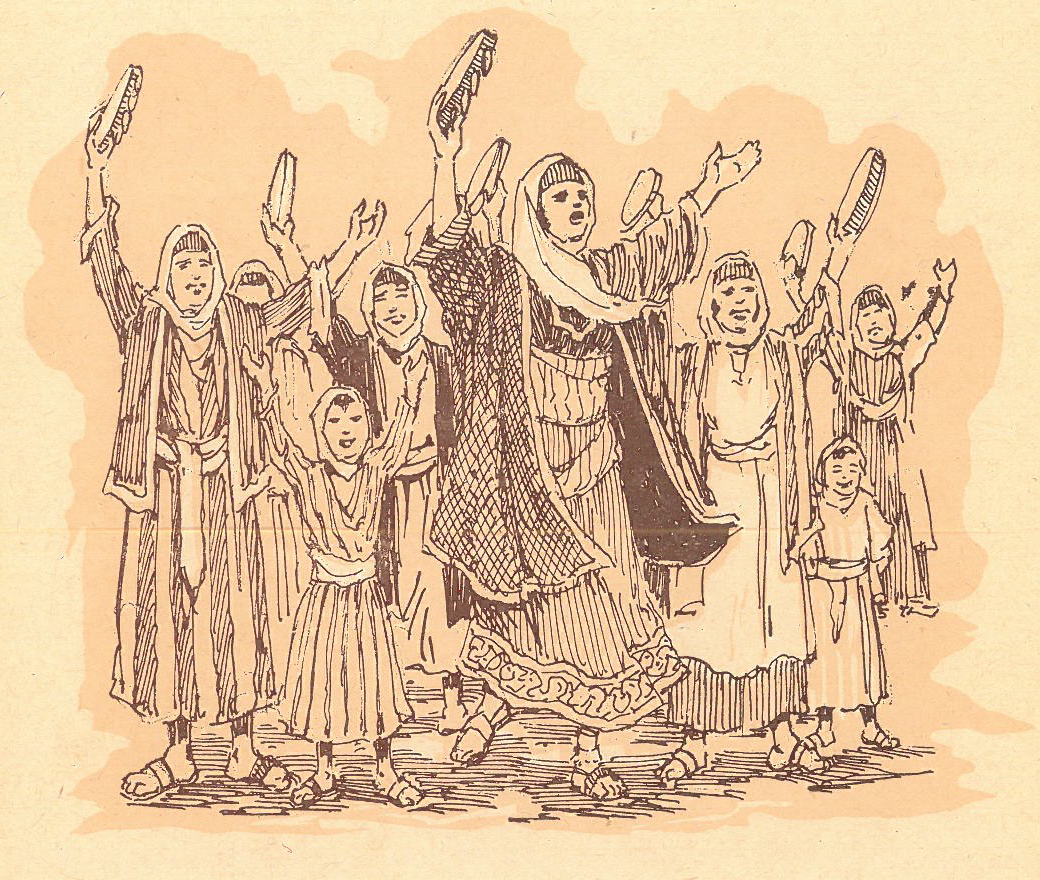
到着したムハンマドをタンバリンを叩いて迎えるムスリムの絵

ムハンマドとアブー・バクルはラクダに乗り、アーミルとアブドゥッラー・ビン・クライクトと共に4人でヤスリブへ出発した。彼らはキャラバンが通るような人通りの多い道や有名なルートを避けて進んだという。サウル山を出発して北西のジェッダ方面へ進んだ後、内陸に戻った。マッカ北方のウスファーンを過ぎるとたびたび交易ルートと交わるようになった。ジュフファを過ぎたらクライシュ族の影響力が及ばない地域であったため、その後は本来の交易ルートでヤスリブへ向かったという。
9月24日（ヒジュラ暦元年3月12日月曜日）の午後、彼らはヤスリブ郊外のクバーに到着した。
ムハンマドの到着前、ヤスリブにはムハンマドがマッカを脱出したという情報は入っていたが、ムハンマドが洞窟で3日間潜伏していることは誰も知らなかった。ヤスリブの改宗者やマッカからの移住者たちはマッカへの道を1、2マイルほど進んだところにあるハラートと呼ばれる岩山に陣取り、ムハンマドが到着する10日以上前からそこと家とを往復して彼を待っていたという。ムハンマドが到着した9月24日、彼らは既にハラートから家に戻っていた。しかし、ナツメヤシ畑で働いていた一人のユダヤ人がクバーに向かうムハンマド一行の姿を捉え、家の屋上から「お前たちの幸運がやってきたぞ」と叫んだ。ムスリムたちは急いでクバーに向かい、ヤスリブに到着したムハンマドを、詩をうたったりタンバリンを打ったりして、喜びを表して迎えたという。
2人から3日遅れでマッカを出発したアリーはムハンマドが到着した2日後にヤスリブに到着した。

## 移住後
ヤスリブ郊外のクバーに到着したムハンマドはそこで数日を過ごし、イスラーム史上初のモスクであるクバー・モスクを作った。その後、ヤスリブの中心部に移ったムハンマドは孤児の土地を買い、そこに住居を建設した。この住居は後に預言者のモスクとして利用されるようになった。
ヤスリブではムハンマドへの異論を唱える者がいたが、大多数のものは彼を調停者とするのに賛成した。イスラームを受け入れた住民は必ずしも多くなかったが、ムハンマドは住民みながアッラーの信者になったと見なした。また、ヤスリブはアラビア語で「預言者の町」を意味する「マディーナ・アル＝ナビー」、略して「町」を意味する「マディーナ」と呼ばれるようになった。

## ヒジュラの宗教的意義
ヒジュラの結果、マディーナにはイスラーム共同体であるウンマが成立し、イスラーム社会、国家の原型となった。また、マディーナを拠点としてマッカと対抗し、後の大征服を可能とした。このためイスラームの思想や歴史ではこのヒジュラの重要性が強調されるようになった。
2代目正統カリフであるウマルが638年に暦を定めた際には、ムハンマドの誕生日でも啓示が下った日でもなくこのヒジュラを起点とし、ヒジュラが行われた年のアラビア暦1月1日である西暦622年7月16日をヒジュラ暦の元年元日とした。